# 第一次托伦和约

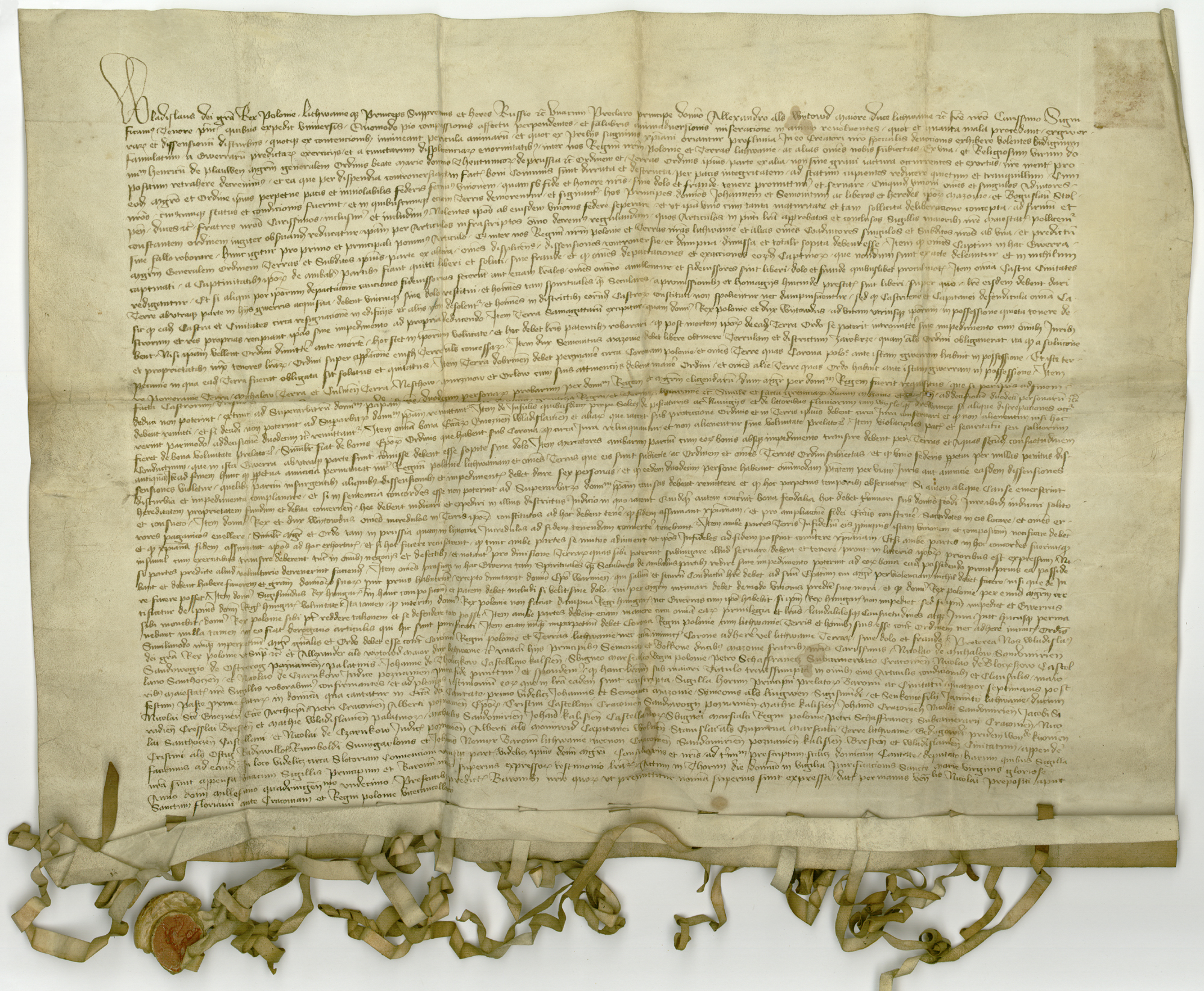
The 1411 treaty

第一次托伦和约於1411年二月在索恩簽署，正式終止波蘭-立陶宛-條頓戰爭。在歷史上，索恩和約標誌著波蘭立陶宛聯邦的外交失敗，因在格伦瓦德之战 所獲得的決定性勝利並沒有由索恩和約中得到相等的利益。騎士團歸還先前戰爭中佔領波蘭的領土多布任地區以及暫時性的歸還萨莫吉希亚給立陶宛。索恩和約並沒有帶來穩定。簽約後接連發生了兩次戰爭:1414年的飢餓戰爭和1422年的哥路布戰役。最終簽訂美羅和約後才解決區域領土爭議。但大量戰爭賠款給騎士團帶來財政負擔，隨後造成內部不穩和經濟下滑。條頓騎士團從此衰弱。

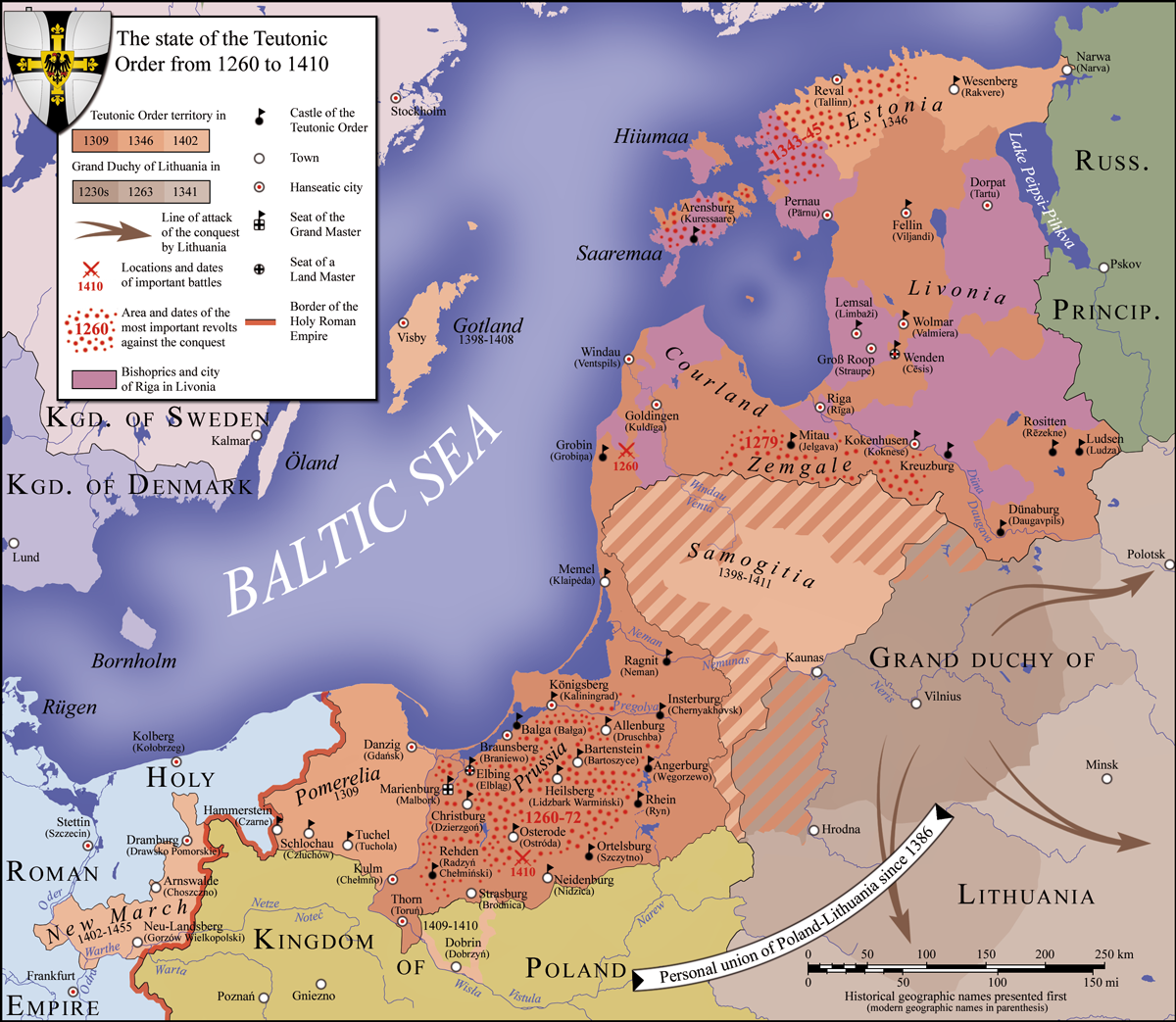
Teutonic Knights in 1410

## 條約內容
除了萨莫吉希亚地區，邊界回復到1409前狀態。
條頓騎士團在波蘭國王雅盖沃以及立陶宛大公维陶塔斯在世時，放棄對萨莫吉希亚地區的領土要求。在他們死後，萨莫吉希亚歸還騎士團。(當時兩位國王皆年老)
先前戰爭中佔領波蘭的領土多布任地區歸還波蘭。(騎士團沒有任何領土損失，在格伦瓦德之战慘敗後簽此條約被視為是一項外交成就) 。
雙方同意未來的領土爭議將藉由國際調解來解決。
雙方邊界開放貿易(被認為更有利於普魯士)。
波蘭國王雅盖沃以及立陶宛大公维陶塔斯保證立陶宛地區所有異教徒改信基督教。
在格伦瓦德之战後，約有 14,000 俘虜，索恩和約約定波蘭國王釋放所有俘虜，交換100,000個中世紀硬幣布拉格(Prague groschen)，約等同於20000公斤銀，分四年償還。
贖金約等同於 £850,000英鎊 ，十倍於英格蘭王國當時年收入的十倍。

## 後續效應
為了付贖金，騎士團不得不加稅。但澤(格但斯克)和索倫(托倫)發生抗稅暴動但隨後被壓制。前兩年付款準時付清，但之後的還款因騎士團將所有財寶拿來試圖重建城堡和軍隊，而變得困難。除此之外騎士團還需花錢做教皇以及匈牙利的西吉斯蒙德 (神圣罗马帝国)的公關，稅收紀錄顯示在作物收成平穩的情況下，許多社區已經三年收不上稅。
在和約簽訂後不久，因萨莫吉希亚地區邊界定義不清產生糾紛。维陶塔斯宣稱尼曼河北方領土包含港口城市梅梅爾（克萊佩達地區）皆屬於萨莫吉希亚因此必須被轉讓給立陶宛大公國。1412年三月，西吉斯蒙德 (神圣罗马帝国)答應調解雙方關於減低第三次贖金金額和重劃萨莫吉希亚邊界等議題。1412八月，西吉斯蒙德索倫和約是公平且恰當的並指派 Benedict Makra 調查邊界問題。贖金則並未減少。Makra於1413年五月宣布將所有北方領土包含梅梅爾歸於立陶宛。條頓騎士團拒絕接受並於1414年爆發飢餓戰爭。協商在康士坦斯大公會議中持續進行，但直到 1422年美羅和約才解決爭議。
總體來說，索倫和約對普魯士造成長期的負面影響。1419年，20%的騎士團領土荒廢、貨幣貶值。赋税的增加和经济的衰退使国家内主教、骑士和城镇市民斗争更趋剧烈。这些政治分歧随着後来与波兰-立陶宛联盟的战争而加剧，最终催生出了“普鲁士邦聯”，隨後而來的内战将普鲁士地区分裂（十三年战争）。